# Aleksandar Šapić
Aleksandar "Aca" Šapić (Belgrado, 1 de junho de 1978) é um ex-jogador de polo aquático e politico sérvio, medalhista olímpico.

## Carreira
Aleksandar Šapić fez parte dos elencos olímpicos de prata em Atenas 1996, e bronze em Sydney 2000 e Pequim 2008.